# Faramea guianensis
Faramea guianensis är en måreväxtart som först beskrevs av Jean Baptiste Christophe Fusée Aublet, och fick sitt nu gällande namn av Cornelis Eliza Bertus Bremekamp. Faramea guianensis ingår i släktet Faramea och familjen måreväxter. Inga underarter finns listade i Catalogue of Life.